# IC 765
IC 765 ist ein Stern im Sternbild Haar der Berenike am Nordsternhimmel. Das Objekt wurde am 10. April 1888 vom französischen Astronomen Guillaume Bigourdan entdeckt und wurde wahrscheinlich irrtümlich für eine Galaxie gehalten.